# Amsterdam (1620)
De Amsterdam was een schip van de Admiraliteit van Amsterdam met een  bewapening van 42 stukken. Het schip was het vlaggenschip van viceadmiraal Jochem Swartenhondt tijdens de tuchtiging van de roofstaten aan de Middellandse Zee. Het bevond zich in 1620 - 1621 in de vloot van Willem de Zoete, heer van Haultain en verbleef in 1622 in de Middellandse Zee ter bestrijding van Zeerovers. Ook was het vlaggenschip van de Nassause vloot onder admiraal Jacques L' Hermite naar de Westkust van Zuid-Amerika (Chili), was bij de blokkade van Callao 1623.